# Rhinusa pilosa
Rhinusa pilosa är en skalbaggsart som först beskrevs av Leonard Gyllenhaal 1838.  Rhinusa pilosa ingår i släktet Rhinusa, och familjen vivlar. Enligt den svenska rödlistan är arten nära hotad i Sverige. Arten förekommer i Götaland, Öland och Svealand. Artens livsmiljö är havsstränder, jordbrukslandskap.